# Арат из Сол
Арат из Сол (др.-греч. Ἄρατος ὁ Σολεύς, Солы, около 315 до н. э. — Пелла, 240 до н. э.) — древнегреческий дидактический поэт. Родился в Киликии, около 276 до н. э. был приглашён ко двору македонского правителя Антигона II Гоната, умер в Македонии.

## Научная деятельность
Арату принадлежат астрономическая поэма «Явления» (φαινόμενα) в 732 стихах и поэма «Признаки погоды» (διοσημεία) в 422 стихах (часто объединяемые под общим названием «Явлений»). Поэма написана на гомеровском диалекте и может рассматриваться как образец утонченного эллинистического стиля. Она оказала огромное влияние на последующую литературную традицию.
«Явления» Арата основаны на прозаическом сочинении Евдокса Книдского. Во вводной части поэмы описана геоцентрическая система мира с неподвижной Землёй и вращающимся вокруг неё сферическим небосводом, перечислены основные небесные круги, описано движение Солнца по эклиптике среди знаков зодиака. Далее перечисляются созвездия, которые возможно наблюдать с широты Книда, и порядок их обращений. Арат не был астрономом-наблюдателем, поэтому, по мнению Гиппарха, его поэма содержит ряд астрономических ошибок, возникших при неточностях в наблюдениях.
Однако ряд современных исследователей независимо друг от друга пришли к сходным выводам: по их расчётам звёздное небо, описанное Аратом, точно так выглядело около III тысячелетия до н. э. в районе 36° северной широты на параллели, пересекающей Крит, Кипр и северный Иран. Прецессия земной оси меняет видимость созвездий от эпохи к эпохе, и сведения Евдокса могли быть взяты из более ранних рукописей, описывающих ещё более древнюю устную традицию. Так Маундер (1909 г.) датировал первоисточник 2500 до н. э., Кромеллин (1923) — 2460 до н. э., канадский астроном М. Овенден (1966) — ок. 2600 до н. э., А. Рой (1984) — ок. 2000 до н. э., С. В. Житомирский — ок. 1800 до н. э.
«Признаки погоды» основаны отчасти на «Метеорологике» Аристотеля, отчасти — на сочинении Теофраста, отчасти — на «Трудах и днях» Гесиода.

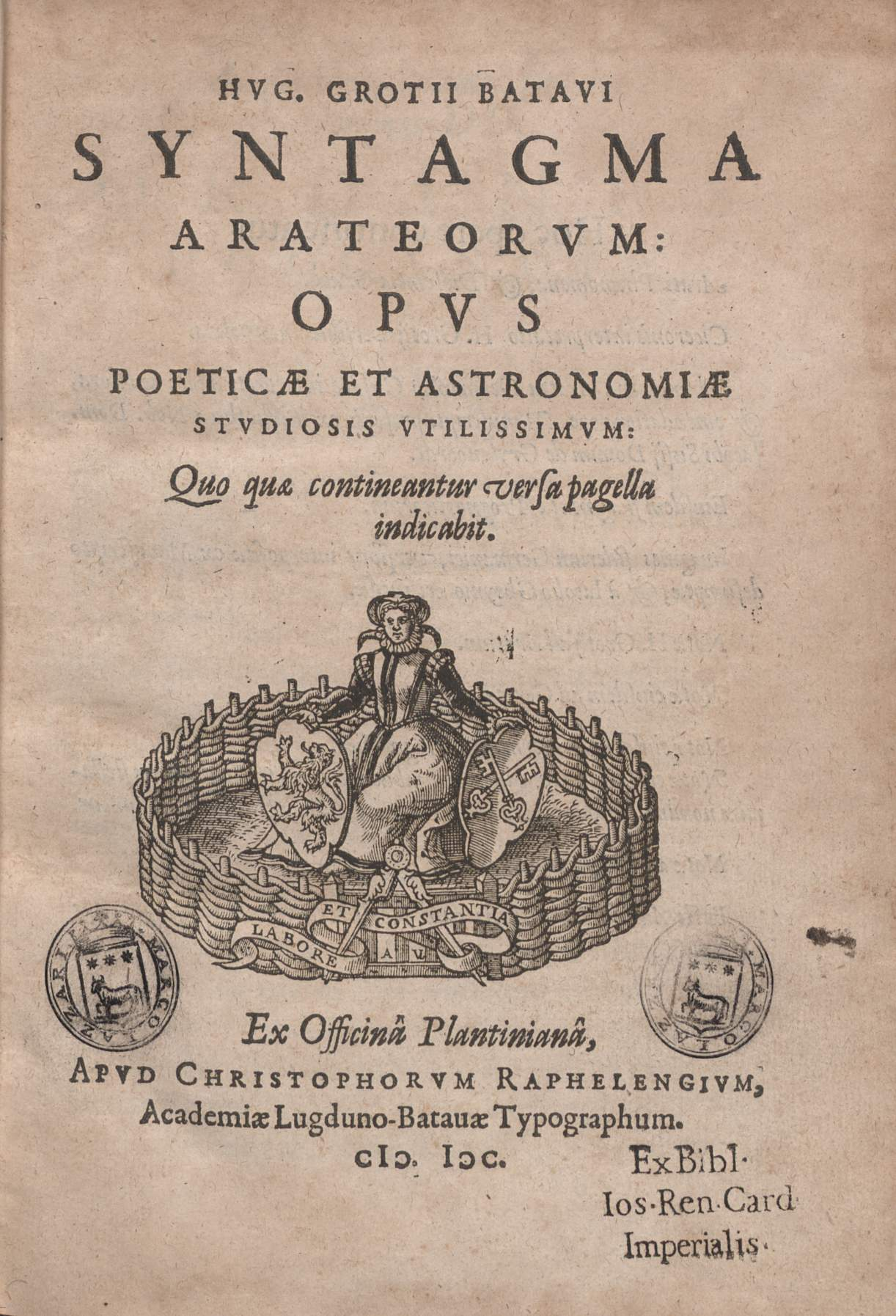
Phaenomena

Апостол Павел, выступая в афинском Ареопаге, согласно Библии, Деяния святых апостолов, 17: 28, цитировал Арата («Явления», 5), который, как и Павел, был родом из Киликии:

…некоторые из ваших стихотворцев говорили: «мы Его и род».
— Деян. 17:28

### Тексты и переводы
- Перевод в серии "Loeb classical library ": онлайн
- Недавно опубликовано новое английское подробно комментированное издание (Cambridge 2004. 590 p.)
- В серии «Collection Budé»: Aratos. Phénomènes. Texte établi, traduit et commenté par J. Martin. 2e tirage 2002. CLXXXVII, 772 p. ISBN 978-2-251-00470-9
- Арат. Явления / Пер. и коммент. А. А. Россиуса // Небо, наука, поэзия. — М.: Изд-во МГУ, 1992. — С. 25—61, 119—189 (коммент.).
- Арат . Явления / Пер., вступ. ст. и коммент. К. А. Богданова. — СПб.: Алетейя, 2000. — 256 с. — (Сер. «Антич. б-ка». Раздел «Антич. лит-ра»). — 1300 экз.

### Исследования
- Чистякова Н. А. Эллинистическая поэзия: Лит-ра, традиции и фольклор. — Л.: Изд-во ЛГУ. 1988. — 176 с. — С. 124—128.
- Россиус А. А. Художественный мир эллинистического поэта: (На материале поэмы Арата из Сол «Явления»): Автореф. дис. … д. филол. н. — М., 1996.

### Схолии к Арату
- Commentariorum in Aratum reliquiae. Collegit, recensuit prolegomenis indicibusque instruxit. Ed. Ernst Maass. 1898. Editio altera [2.] ex editione anni 1898 lucis ope expressa. Berlin, Weidmann, 1958. LXX, 749 S. (доступно онлайн)
- Фрагменты комментария к Арату Аттала Родосского (издание 1888 года)